# Бронебойная авиационная бомба
Бронебойная авиационная бомба (в ВВС и ВВС ВМФ ВС Союза ССР обозначалась аббревиатурой БрАБ или БРАБ) — класс авиационных бомб, предназначенных для поражения объектов, имеющих мощную броневую защиту (крупные боевые корабли, бронебашенные береговые батареи, бронированные конструкции долговременных оборонительных сооружений (бронекупола и так далее). 
Бронебойные авиационные бомбы также могли поражать все те цели (кроме взлетно-посадочных полос с твердым покрытием), для поражения которых штатно применялись бетонобойные авиабомбы. В настоящее время бронебойные авиабомбы повсеместно сняты с вооружения, но на вооружении Воздушных Сил Соединённых Штатов, Воздушной Гвардии Соединённых Штатов, Воздушных Сил Флота США и Авиации Морского Корпуса Соединённых Штатов остаётся так называемая «полубронебойная» авиабомба М103 калибра 2000 фунтов (907,2 кг). Кроме того, на вооружении Воздушной Армии Испании имеется официально считающаяся бетонобойной 330-кг авиабомба BRFA-330 максимальной бронепробиваемостью 600 мм, а французская Воздушная Армия имеет на вооружении также официально числящиеся бетонобойными авиабомбы BAP-100 (масса — 32,5 кг, бронепробиваемость — до 300 мм) и Тип 25E «Дюрандаль» (калибр — 250 кг, фактическая масса — 220 кг, бронепробиваемость — до 400 мм). Бомба «Дюрандаль» принята на вооружение также в США, где производится по лицензии под обозначением BLU-107/B.

## Бронебойные авиабомбы СССР
Советские БрАБ можно условно разделить на четыре группы:
1) БрАБ первого поколения («старой конструкции», 1930 — 1939 годы) представляли собой крупнокалиберные бронебойные артиллерийские снаряды без задней части, к которым вместо неё крепился обтекаемый конус с донным взрывателем и большим четырёхпёрым стабилизатором.
2) БрАБ второго поколения («новой конструкции», 1939 — 1943 годы) имели специально спроектированный удлинённый корпус из легированной стали и стенки переменной толщины; короткий коробчатый стабилизатор. При равных массах в сравнении с БрАБ первого поколения они имели меньший заряд взрывчатого вещества, но благодаря уменьшению диаметра и более совершенной форме могли обеспечивать более эффективное проникновение в преграду.
3) БрАБ третьего (последнего) поколения. Приняты на вооружение и выпускались в 1950-е годы. 
4) Реактивные БрАБ, появившиеся «на стыке» первого и второго поколений советских бронебойных авиабомб (в 1936 — 1941 годы). Кроме бронебойной боевой части эти БрАБ имели твердотопливный ракетный двигатель-ускоритель падения и в их обозначение кроме класса и калибра вписывалась аббревиатура «ДС» («Дополнительная Скорость»).
| Бронебойные авиабомбы СССР 1930-1943 гг. в порядке возрастания массы |            |                            |               |                 |                      | |
| Тип                                                                  | Масса      | Масса взрывчатого вещества | Длина         | Диаметр корпуса | Размах стабилизатора | Примечания |
| БрАБ-200ДС обр. 1940 г.                                              | 211-213 кг | 12,27 кг                   | 1,71 м        | 0,278 м         |                      | БрАБ с ракетным ускорителем. Боевая часть - бронебойный артиллерийский снаряд калибра 203,2 мм весом 150 кг. |
| БрАБ-220 обр. 1930 г.                                                | 240 кг     | 38,2 кг                    | 1,68-1,714 м  | 0,278 м         | 0,37 м               | БрАБ первого поколения разработки «Остехбюро» на основе 11-дюймового (279,4-мм) бронебойного снаряда обр. 1877 г., переснаряженного тротилом. В 1931-1932 гг. была выпущена серия. Впоследствии переклассифицирована в бетонобойную авиабомбу. |
| БрАБ-250 обр. 1939 г.                                                |            |                            |               |                 |                      | БрАБ второго поколения разработки Государственного Союзного Конструкторского Бюро № 47 (ГСКБ-47; ныне - Акционерное общество «Научно-производственное объединение «Базальт» Государственной Корпорации «Ростех»). Предназначалась для поражения морских целей. В серийное производство не поступила в связи с началом Великой Отечественной войны советского народа 1941-1945 гг. |
| БрАБ-250 обр. 1943 г.                                                | 255 кг     | 31,3 кг                    | 1,823-1,841 м | 0,22 м          | 0,3 м                | БрАБ второго поколения. Была принята на вооружение и выпускалась серийно. |
| БрАБ-254мм с ДС (БрАБ-400ДС) обр. 1938 г.                            | 420 кг     | 31,8 кг                    | 2,3 м         | 0,254 м         |                      | БрАБ с ракетным ускорителем. Боевая часть - бронебойный артиллерийский снаряд калибра 254 мм. |
| БрАБ-500ДС обр. 1939 г.                                              | 503,1 кг   | 24,6 кг                    | 3,22 м        | 0,254 м         |                      | БрАБ с ракетным ускорителем |
| БрАБ-500 обр. 1943 г.                                                | 510 кг     | 65,5 кг                    | 2,297-2,313 м | 0,279 м         | 0,39 м               | БрАБ второго поколения. Была принята на вооружение и выпускалась серийно. |
| БрАБ-500 обр. 1938 г.                                                | 531,3 кг   | 105,1 кг                   | 2,364-2,388 м | 0,388 м         | 0,4 м                | БрАБ первого поколения. Разработана ГСКБ-28, серийно производилась на Новокраматорском заводе имени И. В. Сталина Наркомата тяжёлого машиностроения Союза ССР, а также на литейно-механическом заводе имени Л. М. Кагановича Наркомата путей сообщения Союза ССР. |
| БрАБ-500 обр. 1939 г.                                                |            |                            |               |                 |                      | БрАБ второго поколения разработки Государственного Союзного Конструкторского Бюро № 47 (ГСКБ-47; ныне - Акционерное общество «Научно-производственное объединение «Базальт» Государственной Корпорации «Ростех»). Предназначалась для поражения морских целей. В серийное производство не поступила в связи с началом Великой Отечественной войны советского народа 1941-1945 гг. |
| БрАБ-305мм с ДС (БрАБ-650ДС) обр. 1938 г.                            | 660 кг     | 51,7 кг                    | 2,78 м        | 0,305 м         |                      | БрАБ с ракетным ускорителем. Боевая часть - бронебойный артиллерийский снаряд калибра 304,8 мм. |
| БрАБ-800ДС обр. 1939 г.                                              | 791,4 кг   | 51,7 кг                    | 3,6 м         |                 |                      | БрАБ с ракетным ускорителем |
| БрАБ-1000 обр. 1943 г.                                               | 1012 кг    | 130,8 кг                   | 2,789-2,815 м | 0,356 м         | 0,49 м               | БрАБ второго поколения. Была принята на вооружение и выпускалась серийно. |
| БрАБ-1000 обр. 1938 г.                                               | 1046 кг    | 261 кг                     | 3,053-3,077 м | 0,48 м          | 0,48 м               | БрАБ первого поколения. Серийно выпускалась на Новокраматорском заводе имени И. В. Сталина и на заводе № 235 Наркомата вооружения Союза ССР. |
| БрАБ-1000 обр. 1939 г.                                               |            |                            |               |                 |                      | БрАБ второго поколения разработки Государственного Союзного Конструкторского Бюро № 47 (ГСКБ-47; ныне - Акционерное общество «Научно-производственное объединение «Базальт» Государственной Корпорации «Ростех»). Предназначалась для поражения морских целей. В серийное производство не поступила в связи с началом Великой Отечественной войны советского народа 1941-1945 гг. |
| Примечания 1. 2. 3. 4. 5. 6.                                         |            |                            |               |                 |                      | |

Перечень советских БрАБ третьего поколения:
- БрАБ-250
- БрАБ-500
- БрАБ-1500
- БрАБ-3000
- БрАБ-6000
- БрАБ-9000

## Эффективность действия БрАБ
БрАБ-500 обр. 1938 г., будучи сброшена с самолёта, имеющего скорость примерно 500 км/ч на высоте 2000 м над целью, была способна пробить броню толщиной до 70 мм, а при сбросе с высоты 3000 м — до 85 мм.
В 1940 году для ускорения выполнения программы натурных испытаний БрАБ (которые до того действием по реальным броневым плитам не проверялись - нормальная бронепробиваемость рассчитывалась по формуле Жакоба де Мара, практическая же бомбардировка производилась по мраморным залежам в районе Евпатории) бронебойные бомбы без стабилизаторов отстреляли по бронеплитам из специальных гладкоствольных пушек. Результаты были признаны хорошими — БрАБ-250 обр. 1939 г. пробивала броню толщиной до 132 мм, БрАБ-500 обр. 1939 г. — до 155 мм, а БрАБ-1000 обр. 1939 г. — до 200 мм толщиной.
Бронебойные бомбы второго поколения БрАБ-500 обр. 1943 г. в зависимости от высоты сброса могли проникнуть в железобетон на глубину от 0,25 до 0,86 м, БрАБ-1000 обр. 1943 г. — на глубину от 0,5 до 1,78 м.
Бронебойная авиабомба с ракетным двигателем БрАБ-200ДС в зависимости от высоты сброса и типа броневого перекрытия могла пробить броню толщиной от 77 до 260 мм, то есть приближалась по этому параметру к свободнопадающим бронебойным бомбам в несколько раз большей массы.